# Isthmomys flavidus
Isthmomys flavidus és una espècie de mamífer rosegador de la família dels cricètids. És endèmic de Panamà, on viu a altituds d'entre 1.000 i 1.500 msnm. Es tracta d'un animal nocturn. El seu hàbitat natural són els boscos madurs. És una espècie en risc mínim, és a dir, no sembla que hi hagi cap amenaça significativa per a la seva supervivència. El seu nom específic, flavidus, significa ‘groguenc’ en llatí.